# 야노 다이스케
야노 다이스케(일본어: 矢野 大輔, 1984년 10월 26일 ~ )는 일본의 전 축구 선수이다.

## 구단 경력
과거 감바 오사카, 사간 도스, 로아소 구마모토에서 활동하였다.